# Enrique Hidalgo
Enrique Hidalgo (El Tigre, Anzoátegui, Venezuela, 10 de marzo de 1942) es un educador, poeta, compositor, músico, pintor, escultor y promotor cultural venezolano.

## Personal
Está casado con la Sra. Yamila Soto y tiene seis hijos: Jesús Hidalgo, Javier Hidalgo, Jannio Hidalgo, Jaime Hidalgo, Jonás Hidalgo y Sacha Nairobi Hidalgo, todos siguieron el camino del arte y la música.
“Como padre y maestro me siento muy complacido porque mis alumnos me van a superar y eso me hace sentir orgulloso, son gente con criterio, con una visión crítica de las cosas".

## Premios y distinciones
- Primer Premio a la mejor canción del Festival de Compositores Zulianos. Años 1972-73 y 74.
- Mara de Oro como compositor del año. 1974
- Guaicaipuro de Oro como compositor del año. 1976
- Premio Nacional a la Canción Popular. 1994
- Condecoración General José Antonio Anzoátegui en Primera Clase. 1993
- Orden Don Simón Rodríguez. Alcaldía de El Tigre
- Orden Ciudad de Barcelona en su Única Clase. Cámara Municipal de Barcelona. 1995
- Orden General Pedro María Freites en su Única Clase. Cantaura. Alcaldía de Freites

## Publicaciones
- - ESCRITURAS DESNUDAS, poesía. Editorial Librería Escolar. El Tigre, Estado Anzoátegui. Venezuela. 1967
- - ACRI LACRE, poesía infantil. Editado por el Instituto Zuliano de la Cultura. Maracaibo. Estado Zulia. Venezuela. 1973
- - EL LIBRO DE SACHA, poesía infantil. Editorial Gremeica. Caracas. 1978
- - CANCIÓN DEL AGUA BUENA, poesía infantil. Edición del Ministerio de Relaciones Interiores de Venezuela, en el año Bicentenario del Natalicio del Libertador Simón Bolívar. Caracas. 1983.
- - VOS SI QUE SOIS ARBOLARIO, poesía para niños zulianos. Edición de la Secretaria de Cultura del Estado Zulia. Colección Crece y Camina. Maracaibo. Estado Zulia. Venezuela. 1999.
- - YA TENEMOS CAPITÁN, poesía para niños. Editado por la Universiodad de Puerto Rico y la Alcaldía de Carolina. Puerto Rico. 2003.